# Národní park Los Glaciares
Národní park Los Glaciares (česky Ledovce) je chráněné území v Patagonii na jihu Argentiny v provincii Santa Cruz. Na jihozápadě sousedí s chilským národním parkem Torres del Paine a na severozápadě s národním parkem Bernardo O'Higgins. Na východě na park navazuje stejnojmenná rezervace o rozloze 145 000 ha. Zdejší ledovce jsou součástí jihopatagonského ledovcového pole. V roce 1981 byl zapsán na seznam světového dědictví UNESCO.
Chráněné území bylo zřízeno v roce 1937 pro zachování a ochranu pevninských ledovců, lesů jižních And a patagonské stepi, jeho rozloha je 4459 km². V parku se nachází hlavních 47 ledovců , mimo nich zde bylo napočítáno okolo 200 menších méně významných ledových mas. Nejvýznamnější ledovce jsou Upsala (595 km²), Viedma (575 km²) a Perito Moreno. Jinde ve světě začínají ledovce v nadmořské výšce okolo 2500 m, ledovce v Los Glaciares se nacházejí ve výšce již okolo 1500 metrů nad mořem.
V národním parku je rozvinutá turistika. Výchozí body pro výpravy do parku jsou obce El Calafate a El Chaltén. Vstup do parku je zpoplatněn – pro zahraniční turisty starší 16 let bylo vstupné k roku 2011 stanoveno na 100 pesos. V roce 2020 bylo vstupné pro zahraniční turisty již 1800 pesos.

## Přírodní podmínky
Zdejší reliéf má výrazně horský charakter s velkými výškovými rozdíly. Nejnižšími místy v parku jsou 2 největší jezera (lago Argentino 185 m n. m. a lago Viedma 200 m n. m.). Tyto jezera se nacházejí ve východní části parku v oblasti suché stepi. Západním směrem k chilským státním hranicím průměrná nadmořská výška narůstá. Vrcholky patagonských And v parku v mnoha případech dosahují výšek okolo 2400 až 2500 m n. m. Nejvyšší zdejší horou je Cerro Fitz Roy (3375 m n. m.), velice známý je i vrchol Cerro Torre.
Průměrná roční teplota je 7,5 °C. Nejvyšší měsíční teploty se pohybují okolo 13,4 °C (leden), nejnižší v červenci (0,6 °C). Tyto údaje platí pro lokality na východě parku s nižší nadmořskou výškou. Teploty v horách jsou značně rozdílné. Průměrný roční úhrn srážek je také nerovnoměrný. Na východě parku činí zhruba 500 mm, na západě okolo 900 mm.
Lesy pokrývají zhruba 79 000 hektarů, vodní plochy (především 2 největší jezera) 95 000 hektarů. Sníh a led pokrývají cca 260 000 ha.

## Fauna a flóra
Obecně lze území parku rozdělit do tří rozdílných pásem:
- Stepi – Rostliny se zde přizpůsobily zdejším drsným podmínkám (sucho, vítr, chlad). Vyskytují se tu nízké, houževnaté traviny a keře.

- Lesy – Biotop magellanských subantarktických lesů je rozšířen až do nadmořské výšky cca 1000–1100 m n. m. Nachází se na východě parku. Nejrozšířenějšími stromy jsou příslušníci rodu pabuk (Nothofagus) z řádu bukotvarých (Nothofagus pumilio, Nothofagus antarctica, Nothofagus betuloides).

- Vysokohorské polopouštní planiny – začínají nad pásmem lesů a končí až na hranici trvalého ledu a sněhu (1500–1600 m n. m.). Zdejší vegetace je tvořena pouze malým množstvím suchomilných trav. Ve vlhkých lokalitách se nacházejí malé louky s vysokou hustotou rostlin.

Z živočišných druhů lze jmenovat psa horského, lamu Guanako, velkého nelétavého ptáka nandu Darwinova nebo kondora. Vzácný druh vyskytující se na jihu Jižní Ameriky je sudokopytník huemul jižní.

## Fotogalerie

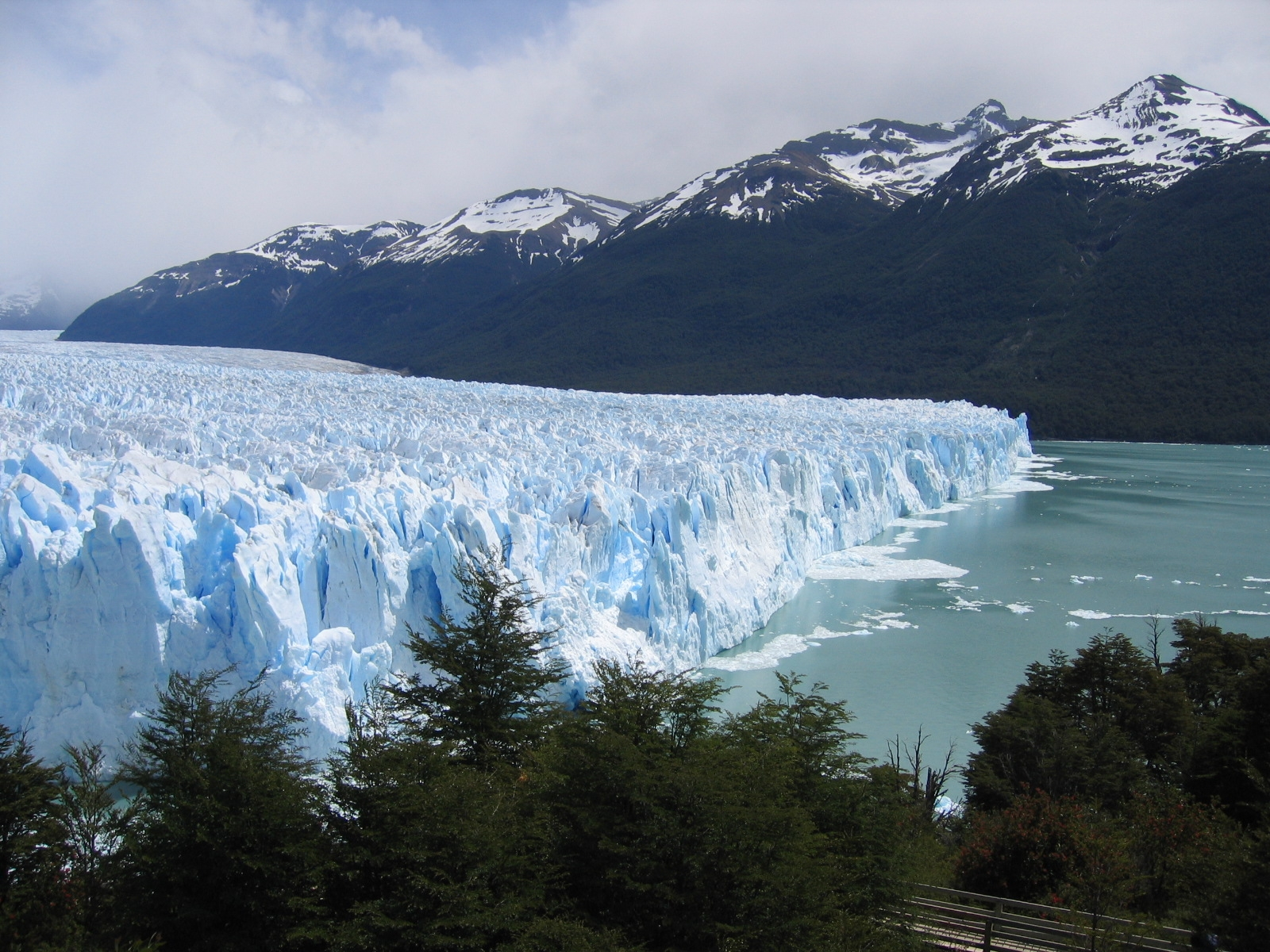
ledovec Perito moreno
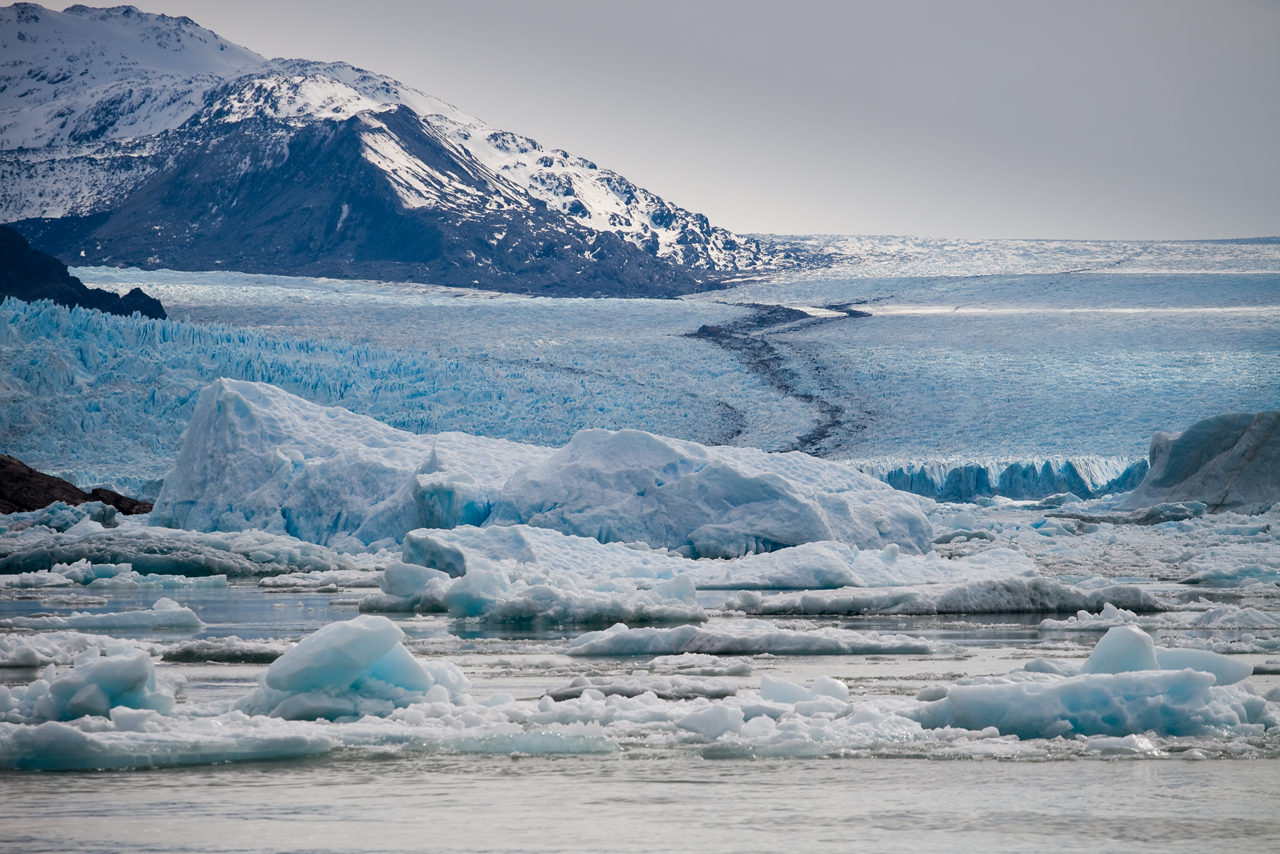
ledovec Upsala
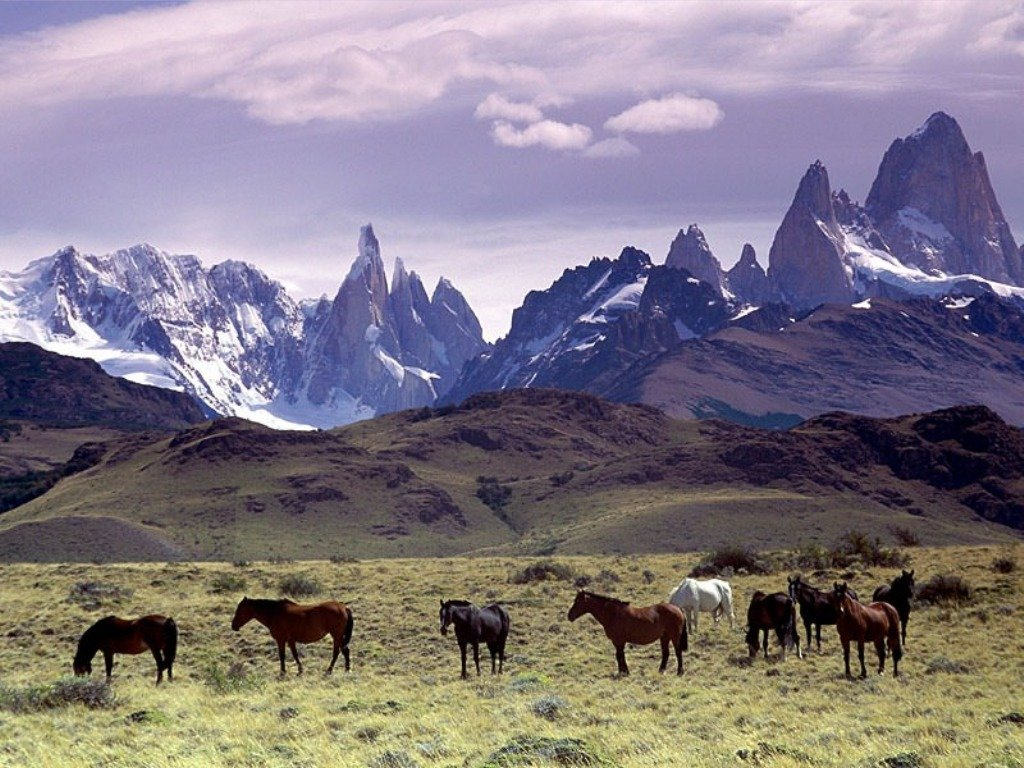
krajina národního parku
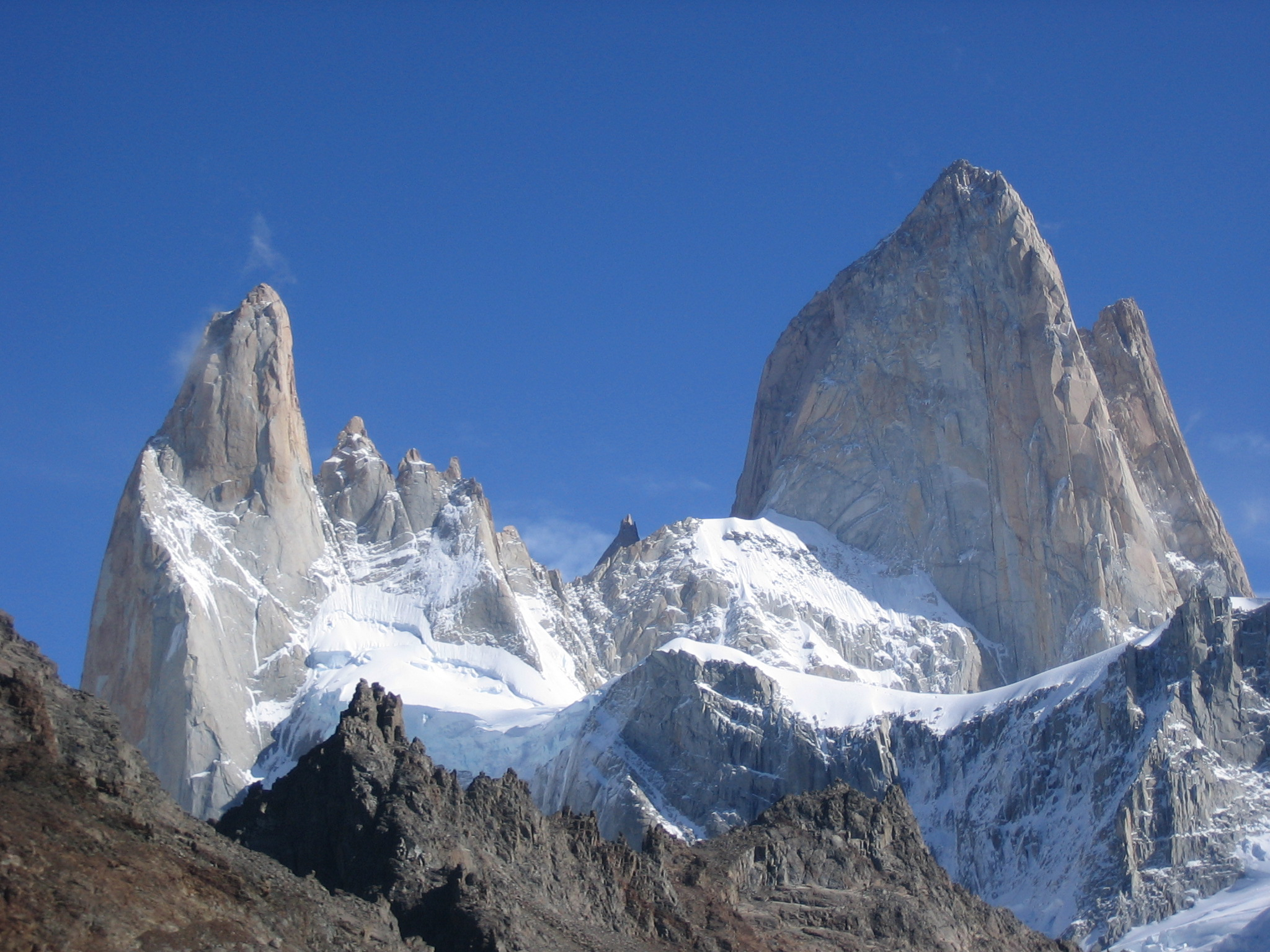
Vrchol Fitz Roy